# Corinna mexicana
Corinna mexicana là một loài nhện trong họ Corinnidae.
Loài này thuộc chi Corinna. Corinna mexicana được Richard C. Banks miêu tả năm 1898.